# William Booth
William Booth (Nottingham, 10 de abril de 1829 - Londres, 20 de agosto de 1912) fue un predicador metodista inglés que, junto con su esposa, Catherine, fundó el Ejército de Salvación y se convirtió en su primer general (1878-1912). El movimiento cristiano con una estructura y un gobierno cuasi militares fundado en 1865 se ha extendido desde Londres a muchas partes del mundo. Es conocido por ser uno de los mayores distribuidores de ayuda humanitaria. 
Booth, hijo de un constructor especulativo, fue aprendiz de niño de un prestamista. A los 15 años pasó por la experiencia de la conversión religiosa y se convirtió en un predicador revivalista. En 1849 se fue a Londres, donde trabajó en una casa de empeño en Walworth, odiando el negocio pero obligado a hacerlo por la necesidad de enviar dinero a casa. En este período conoció a Catherine Mumford, su futura esposa y compañera de toda la vida. En 1852 se había convertido en predicador habitual de la Nueva Conexión Metodista y en 1855 se casaron. Después de nueve años de ministerio, Booth se separó de New Connection y comenzó su carrera como un evangelista independiente. 
Booth sostenía la simple creencia de que el castigo eterno era el destino de los inconversos. A esto se unía una profunda lástima por los marginados y un odio a la suciedad, la miseria y el sufrimiento. En 1864, Booth fue a Londres y continuó sus servicios en tiendas de campaña y al aire libre y fundó en Whitechapel la Misión Cristiana, que se convirtió (en 1878) en el Ejército de Salvación. Booth modeló sus “Órdenes y Reglamentos” a partir de los del ejército británico. Sus primeras “campañas” provocaron una oposición violenta; Se organizó un "Ejército de esqueletos" para disolver las reuniones, y durante muchos años los seguidores de Booth fueron sometidos a multas y encarcelamiento por alterar la paz. Después de 1889, poco se oyó hablar de estos desórdenes. Las operaciones del ejército se extendieron en 1880 a los Estados Unidos, en 1881 a Australia, y más tarde al continente europeo, a la India, a Ceilán (actualmente Sri Lanka) y a otros lugares; el propio general Booth era un viajero infatigable, organizador, y altavoz.
En 1890, el general Booth publicó In Darkest England, and the Way Out, en el que contó con la ayuda de William Thomas Stead. Propuso remediar el pauperismo y el vicio mediante varias propuestas de ayuda a los más necesitados y con dificultades dentro de la sociedad. Hubo un gran apoyo público para el programa; el dinero se suscribió generosamente y gran parte del plan se llevó a cabo. La oposición y el ridículo con que fue recibido el trabajo de Booth durante muchos años dieron paso, hacia finales del siglo XIX, a una simpatía muy generalizada a medida que sus resultados se realizaban más plenamente. El estímulo activo del rey Eduardo VII, ante cuya insistencia en 1902 fue invitado oficialmente a estar presente en la ceremonia de coronación, marcó la plenitud del cambio; y cuando, en 1905, el general Booth pasó por Inglaterra, fue recibido con gran distinción por los alcaldes y corporaciones de muchas ciudades. El fogoso anciano se había convertido en una gran figura de la vida inglesa.

## Biografía

### Primeros años
William Booth nació en Sneinton, Nottingham, el segundo hijo de cinco hijos de Samuel Booth y su segunda esposa, Mary Moss. Su lugar de nacimiento es ahora un museo. El padre de Booth era un fabricante de clavos y constructor de Belper en Derbyshire pero, durante la infancia de William, la familia cayó en la pobreza. En 1842, Samuel Booth, que ya no podía pagar la matrícula escolar de su hijo, puso a William, de 13 años, como aprendiz de un prestamista. Samuel Booth murió el 23 de septiembre de 1842.
Dos años después de su aprendizaje, Booth tuvo una conversión religiosa. Luego leyó mucho y se capacitó en la escritura y el habla, convirtiéndose en un predicador local metodista. Booth fue alentado a ser evangelista principalmente a través de su mejor amigo, Will Sansom. Tanto Sansom como Booth comenzaron en la década de 1840 a predicar a los pobres y pecadores de Nottingham, y Booth probablemente habría permanecido como socio de Sansom en su nuevo ministerio de Misión, como lo tituló Sansom, si Sansom no hubiera muerto de tuberculosis en 1849.
Cuando terminó su aprendizaje en 1848, Booth estaba desempleado y pasó un año buscando trabajo en vano. En 1849, Booth dejó a su familia a regañadientes y se mudó a Londres, donde encontró trabajo como prestamista. Booth intentó continuar la predicación laica en Londres, pero la pequeña cantidad de trabajo de predicación que se le presentó lo frustró, por lo que renunció como predicador laico y se dedicó a evangelizar al aire libre en las calles y en Kennington Common.

### Ministerio metodista

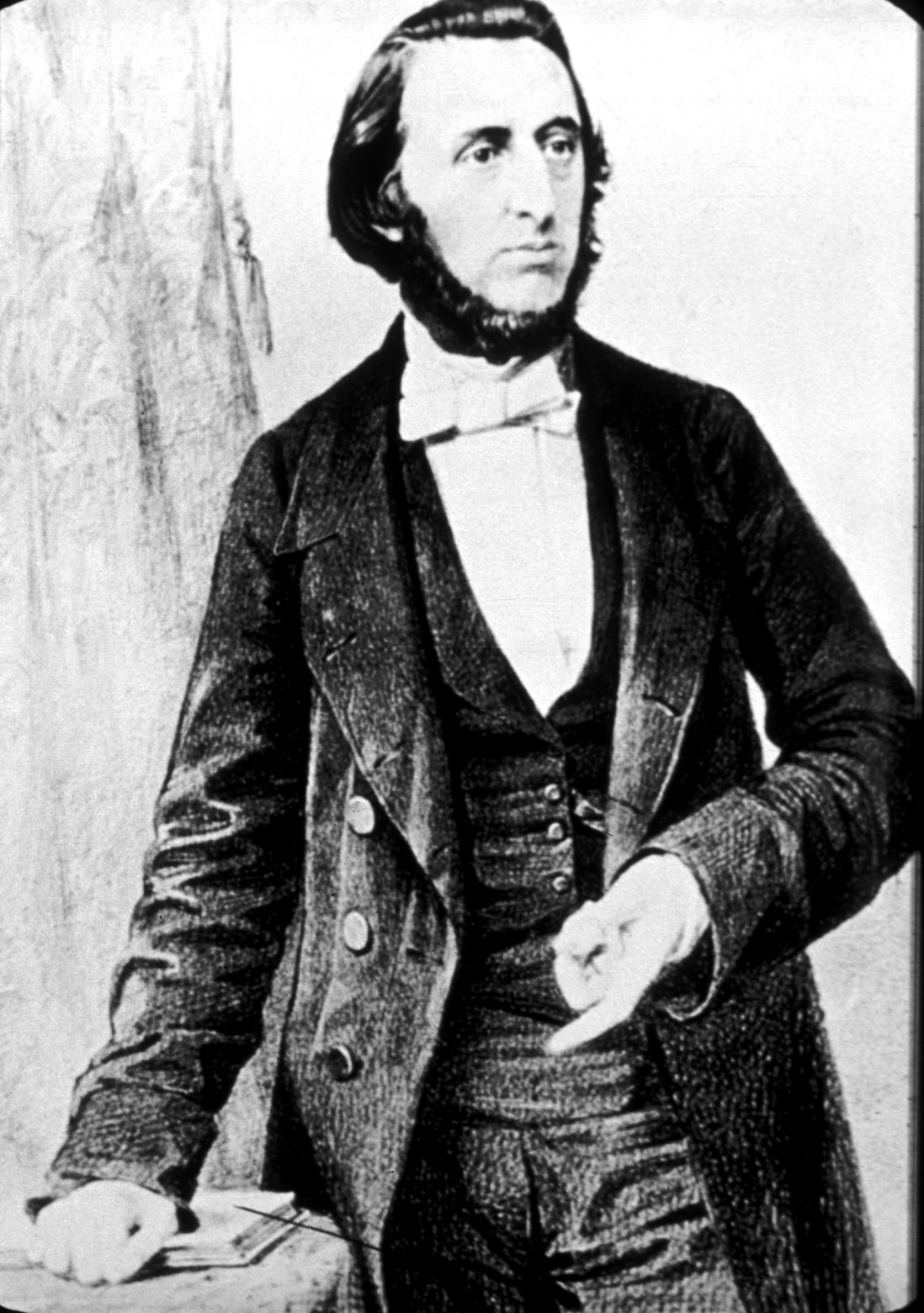
William Booth c. 1862

En 1851, Booth se unió a la Iglesia Metodista Reformista, formada en 1849 por una ruptura de la Iglesia Metodista Wesleyana. El 10 de abril de 1852, cuando cumplió 23 años, dejó las casas de empeño y se convirtió en predicador de tiempo completo en su sede en Binfield Chapel en Clapham. William diseñó su predicación en honor al revitalizador estadounidense James Caughey, quien había realizado frecuentes visitas a Inglaterra y predicó en Broad Street Chapel, Nottingham, donde Booth era miembro. Poco más de un mes después de comenzar a predicar a tiempo completo, el 15 de mayo de 1852, William Booth se comprometió formalmente con Catherine Mumford.
Interesado en el enfoque congregacionalista, Booth consultó a David Thomas en Stockwell sobre el ministerio. A través de Thomas, conoció a John Campbell y luego a James William Massie. La recomendación fue capacitarse con el Rev. John Frost; pero a Booth no le gustaba la escuela de Frost y pronto la abandonó. En noviembre de 1853, fue invitado a convertirse en ministro de los reformadores en Spalding, Lincolnshire. Se casó con Catherine Mumford el 17 de junio de 1855 en la Iglesia Congregacional Stockwell Green de Londres.
En el verano de 1857, la familia Booth se mudó a Brighouse en West Riding de Yorkshire, donde fue nombrado predicador en la Capilla Bethel. William y Catherine hicieron campaña contra el empleo de niñas de siete años en una fábrica local. En la antigua capilla de Bethel Street, que ahora es un pub Wetherspoons, hay una placa azul que conmemora que Booth sirvió allí. En 1859, él y su esposa se habían mudado a Gateshead.
Aunque Booth era ahora un prominente evangelista metodista, no estaba contento de que la conferencia anual de la denominación siguiera asignándolo a un pastorado, cuyos deberes tenía que descuidar para responder a las frecuentes solicitudes de que realizara campañas evangelísticas. En la conferencia de Liverpool de 1861, después de haber pasado tres años en Gateshead, su solicitud de ser liberado para la evangelización a tiempo completo fue rechazada una vez más, y Booth renunció al ministerio de la Nueva Conexión Metodista.
Pronto se le prohibió hacer campaña en congregaciones metodistas, por lo que se convirtió en un evangelista independiente. Sin embargo, su doctrina siguió siendo prácticamente la misma; Predicó que el castigo eterno era el destino de aquellos que no creen en el Evangelio de Jesucristo y en la necesidad del arrepentimiento del pecado y la promesa de la santidad. Enseñó que esta creencia se manifestaría en una vida de amor por Dios y la humanidad.[cita requerida] La característica ética de los negocios de Booth fue evidente en la fabricación de cajas de cerillas del Ejército de Salvación que llevaban el lema "Luces en la Inglaterra más oscura, Seguridad contra incendios, Salario justo por trabajo justo". Su fábrica de cerillas en Old Ford pagaba 4 peniques brutos, mientras que las empresas más grandes sólo pagaban 2 1/2 peniques.